# Contaminazione radioattiva

Simbolo che indica pericolo radiazioni

La contaminazione radioattiva è la diffusione incontrollata di materiale radioattivo in un dato ambiente.
In Italia, secondo la definizione del decreto legislativo del 26 maggio 2000, n. 241, articolo 4, è la "contaminazione di una matrice, di una superficie, di un ambiente di vita o di lavoro o di un individuo, prodotta da sostanze radioattive. Nel caso particolare del corpo umano, la contaminazione radioattiva include tanto la contaminazione esterna quanto la contaminazione interna, per qualsiasi via essa si sia prodotta."
Una matrice è una qualsiasi sostanza o materiale che può essere contaminato da materie radioattive; sono compresi gli alimenti e le matrici ambientali (qualsiasi componente dell'ambiente, aria, acqua e suolo).